# II (Moderat)
| Recensione   | Giudizio |
| ------------ | -------- |
| AllMusic     |          |
| Sputnikmusic |          |
| Ondarock     | 7.5/10   |

II è il secondo album in studio del supergruppo tedesco Moderat, pubblicato il 6 Agosto 2013 dalla Monkeytown Records.

## Tracce
Testi e musiche di Gernot Bronsert, Sascha Ring e Sebastian Szary.
1. The Mark (Interlude) – 1:36
2. Bad Kingdom – 4:22
3. Versions – 5:10
4. Let in the Light – 4:15
5. Milk – 10:04
6. Therapy – 5:45
7. Gita – 4:22
8. Clouded (Interlude) – 1:33
9. Ilona – 5:03
10. Damage Done – 5:26
11. This Time – 5:45

Traccia bonus nell'edizione deluxe digitale
1. Last Time – 5:18

Tracce bonus nella Tour Edition
1. Last Time (Original Version) – 5:14
2. Last Time (Alternate Mix) – 4:22
3. Last Time (Demo Version) – 6:05
4. Bad Kingdom (Robag Wruhme 4/4 Edit) – 6:23

Dischi bonus nella Tour Edition
- CD

1. The Mark (Interlude) – 1:36
2. Bad Kingdom (Instrumental) – 4:22
3. Versions – 5:10
4. Let in the Light (Instrumental) – 4:15
5. Milk – 10:04
6. Therapy – 5:45
7. Gita (Instrumental) – 4:22
8. Clouded (Interlude) – 1:33
9. Ilona – 5:03
10. Damage Done (Instrumental) – 5:26
11. This Time – 5:45
12. Last Time (Instrumental) – 5:14
13. Last Time (Jon Hopkins Remix) – 5:56
14. Gita (Anstam's Dustified Dance Edit Instrumental) – 4:52

- DVD

1. Bad Kingdom (Official Video)
2. Last Time (Official Video)
3. Gita (Unicef Video)
4. Making of Last Time (Video)
5. Tour Trailer 2015
6. Eastern Electric Interview
7. Moderat Feature (Slices Issue 3-10)